# Criterion Hotel (Oamaru)

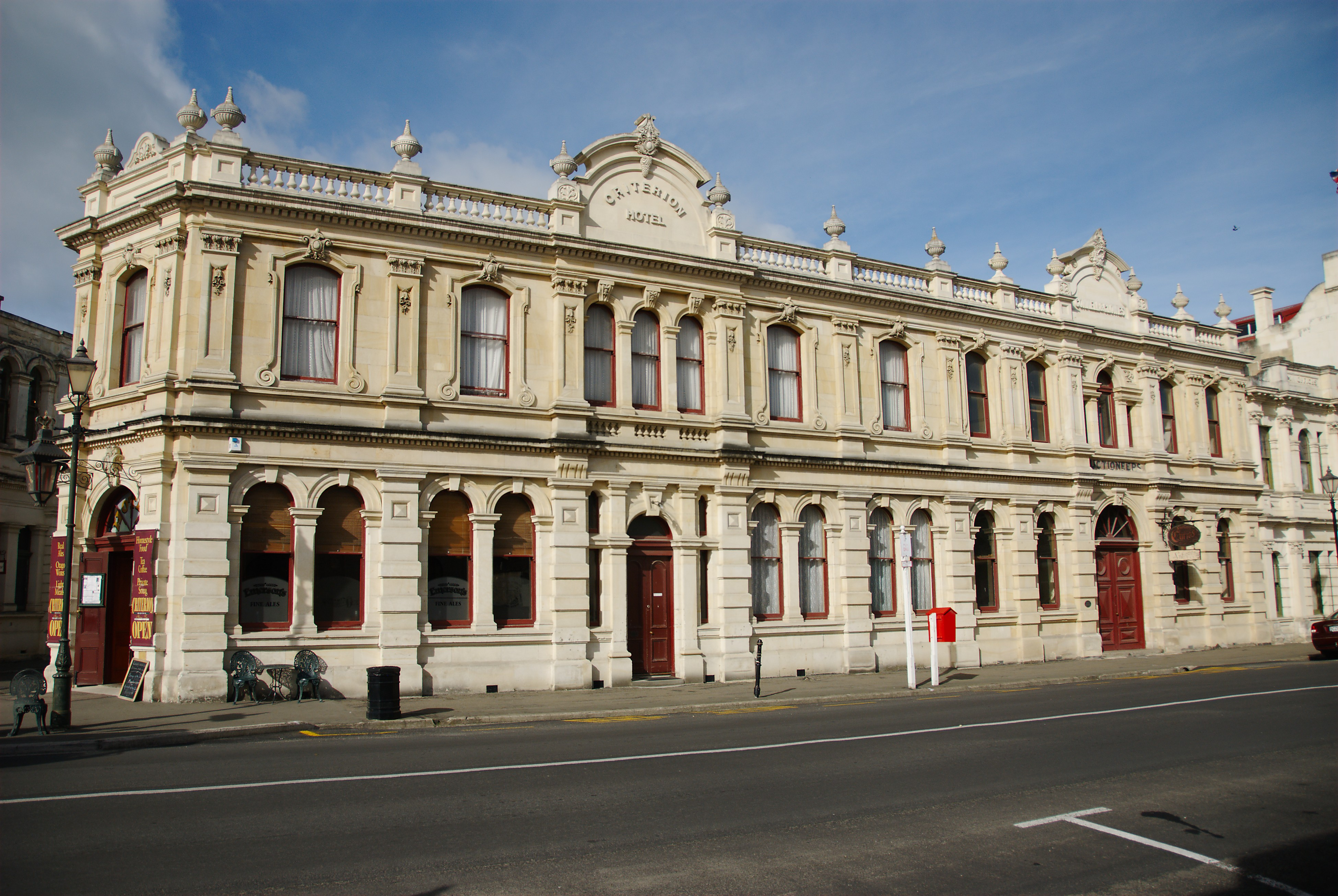
Hotel Criterion

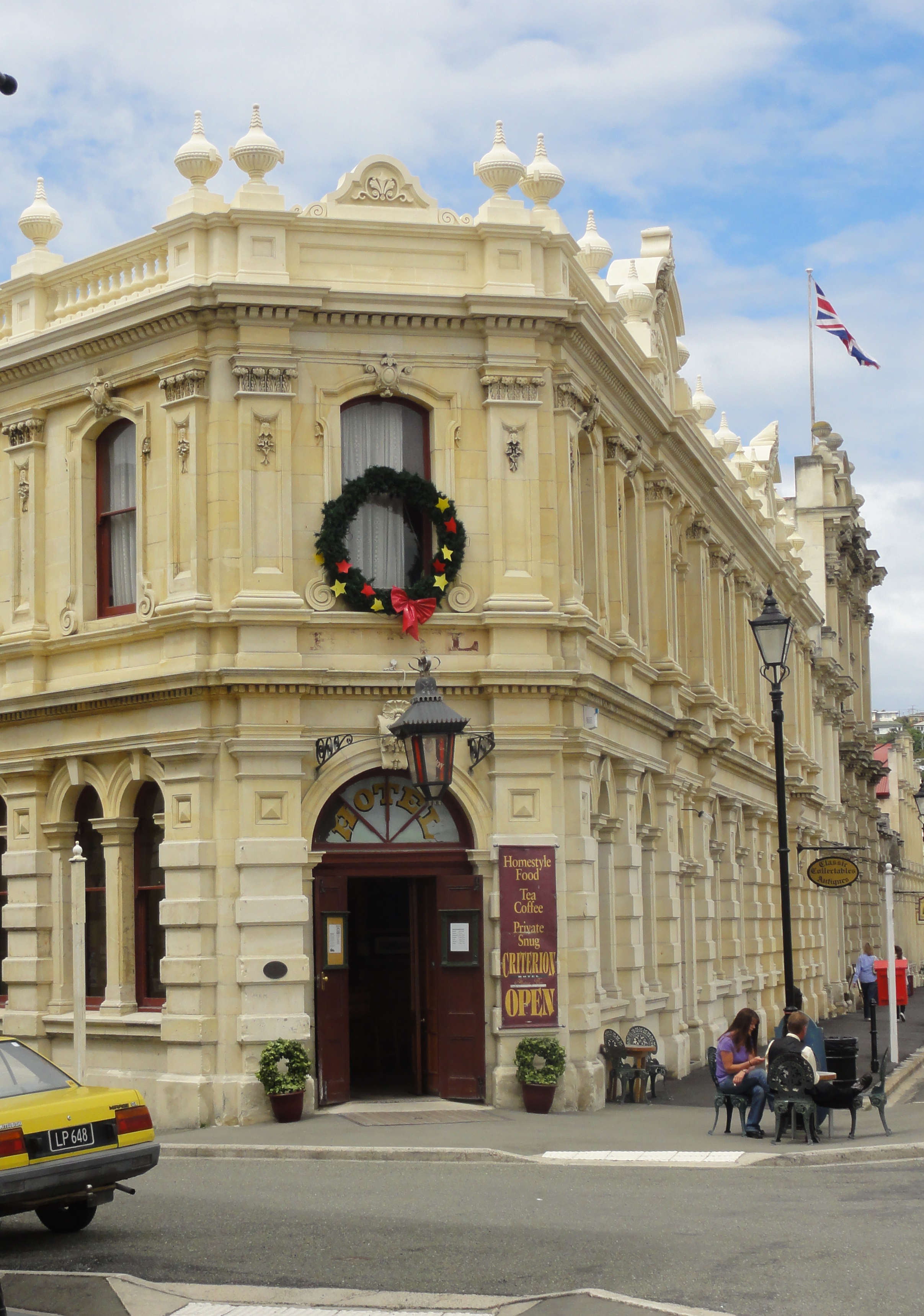
Eingang des Hotels

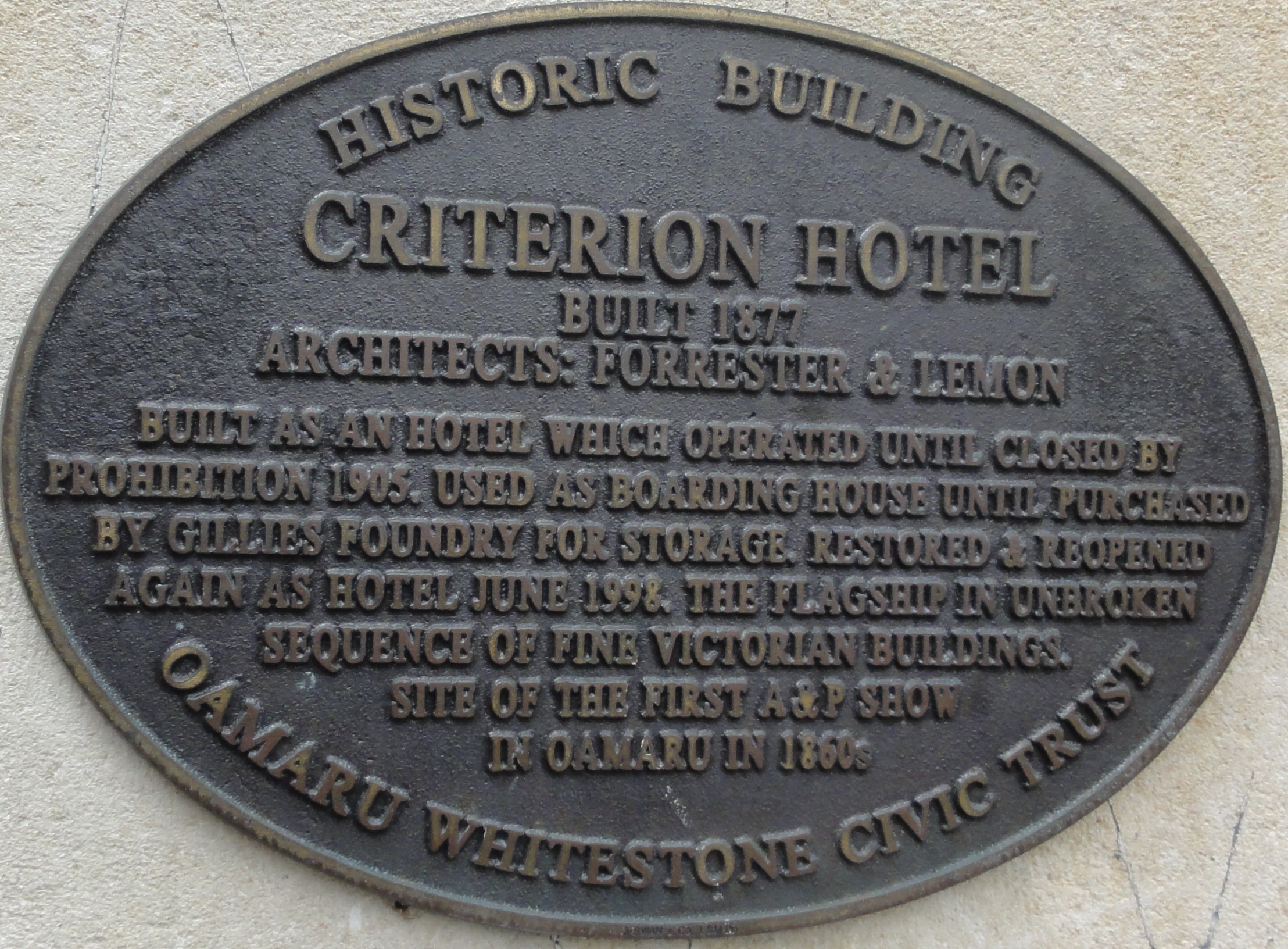
Gedenktafel mit Beschreibung der Geschichte

Das Hotel Criterion ist ein historisches Bauwerk im viktorianischen Stadtkern der neuseeländischen Stadt Oamaru in der Region Otago. Es befindet sich an der Kreuzung von Tyne Street und Harbour Street.
In den 1860er Jahren fand an dieser Stelle die erste landwirtschaftliche Leistungsschau von Oamaru statt.
Das Gebäude wurde 1877 nach Entwürfen der Architekten Forrester & Lemon für William Gillespie als Hotel erbaut. Bis zu seiner Schließung im Zuge der Prohibition 1905, wurde es als Hotel genutzt, danach nach Verlust der Lizenz zum Alkoholausschank als Pension, bis es 1943 von der Gießerei G T Gillies Ltd. als Lager erworben wurde.
Das Criterion wurde 1989 vom Oamaru Whitestone Civic Trust gekauft und in den Jahren 1998 und 1999 innen und außen restauriert.
1998 wurde es als Hotel wiedereröffnet. Im Erdgeschoss befinden sich ein Restaurant und ein Auktionshaus.
Am 2. Juli 1987 wurde das Gebäude vom New Zealand Historic Places Trust unter der Nummer 4689 als Denkmal der Kategorie 1 (Historic Place Category I) eingestuft.